# グジャラート語映画
グジャラート語映画（グジャラートごえいが、Gujarati cinema）は、インドの映画のうちグジャラート語で製作された映画であり、グジャラート州に拠点を置く映画産業を指す。1932年の産業成立以来1000本以上の映画を製作したグジャラート語映画は、インド映画界における主要な言語映画の地位を確立している。
1947年の独立以前までは12本しか製作されていなかったが、1940年代後半から神話や民話を題材とした映画が急増した。1950年代から1960年代にかけて文学映画の製作が増え、1970年代にグジャラート州政府が免税と助成金制度を整備したため産業は発展したが、それに伴い品質の低下を招いた。2000年代には製作本数が20本を下回るほど産業が衰退したが、2005年に州政府が再び免税を実施し、2017年まで税制優遇措置が採られた。これによりグジャラート語映画産業は2010年代に入り回復基調に入った。
グジャラート語映画ではドールを多用しているため、ボリウッドに倣い「ドリウッド(Dhol+Bollywood→Dhollywood)」の通称が名付けられた。また、グジャラート州で製作されていることから「ゴリウッド(Gujarat+Bollywood→Gollywood)」の通称も用いられている。

## 歴史

### サイレント時代

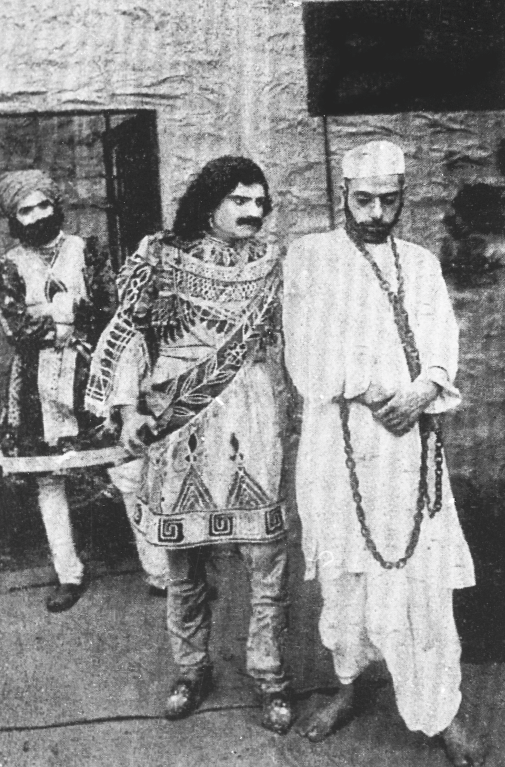
『Gadano Bel』は上映禁止処分を受けた最初のインド映画である。

サイレント映画の時代からグジャラート人の文化に根差したグジャラート語映画が製作されており、このころの監督やプロデューサー、俳優の大半はグジャラート人やパールシーが占めていた。1913年から1931年にかけて、グジャラート人が所有する大手映画製作会社や映画スタジオが20社ほど存在しており（所在地はボンベイ：現ムンバイ）、この時点で著名なグジャラート人監督が少なくとも44人存在していた。
1919年公開の『Bilwamangal』はグジャラート人のラストムジ・ドーティワーリーとチャンプシー・ユーデシーが監督、脚本を担当しているが、カルカッタの映画製作会社エルフィンストーン・バイオスコープが製作しているため、ベンガル語映画と見做されている。同年、サチェット・シンは『Visami Sadi』の編集長ハジ・モハメド・アッラーラーカ・シヴジーの援助を得て、ボンベイに映画製作会社オリエンタル・フィルム製造会社を設立した。同社は1920年に『Narsinh Mehta』を公開し、同作では『Vaishnava Jana To』が取り上げられ、劇場では関連シーンで観客や歌手がこの歌を歌ったという。
初期のグジャラート語映画プロデューサーのドーワルカーダース・サンパットはラージコートを拠点に活動し、プロジェクターを購入してフィルムショーを開催し、後にS・N・パタンカールと共同で映画製作会社パタンカール・フレンズ&カンパニーを設立した。同社は『Raja Sriyal』を製作したが、フィルムのプリントに失敗したため公開されなかった。1920年にパタンカールが監督した『Kach-Devyani』ではグジャラート発祥のガルバが登場し、初めてグジャラート文化を描いたインド映画となった。サンパットは1918年にコヒノール映画会社も設立しており、同社は1920年にグジャラート文化を題材にした『Sati Parvati』を製作しており、ラージコートの女優プラバが主人公のパールヴァティーを演じている。1921年にカーンジバーイ・ラソッドが監督した『Bhakta Vidur』は神話を題材としているが、主演のサンパットが演じるヴィドゥラがガンディー帽を被り、ヴィドゥラの妻がグジャラートの歌を通して糸車（当時のインド国民会議党旗のシンボル）に言及するなど政治色の強い作品だったため、イギリス領インド帝国政府から上映禁止処分を受けた。同作は1922年に『Dharm Vijay』として公開されている。1928年にはインドゥラール・ヤーグニクが製作した『Pavagadhnu Patan』が公開された。ヤーグニクは独立運動家でもあり、インド独立後にはボンベイ州からグジャラート語圏を分離させるためマハーグジャラート運動を主導した。彼は自身の映画製作会社ヤング・インディア・ピクチャーズで10本の映画を製作している。
コヒノール映画会社は神話映画が大半を占めていたサイレント時代に社会問題映画を含む数多くの映画を製作しており、1920年に公開された『Katorabhar Khoon』は同社最初の社会問題映画である。1924年にホーミー・マスタルが監督した『Manorama』は、グジャラート人の詩人カラピの自伝的な詩『Hridaya Triputi』を原作としている。1924年にラソッドが監督した『Gul-E-Bakavali』は14週間のロングランを記録している。実験的映画の監督マニラル・ジョーシーは、スター・フィルム・カンパニーの下で1922年に『Abhimanyu』を製作した。彼は後にカナイヤラール・カネクラール・ムンシの同名小説を原作とした『Prithivivallabh』を製作している。
1924年にマネクラール・パテールはクリシュナ・フィルム・カンパニーを設立し、同社は1925年から1931年にかけて44本の映画を製作した。1925年にはマヤシャンカル・バットの資金提供を得てシャルダ・フィルム・カンパニーが設立され、同社はボージラル・デヴとナヌバーイ・デサイが経営した。マヤシャンカルはボリウッドの映画製作者ダーダーサーヘブ・パールケーのヒンドゥスタン・シネマ・フィルムズ・カンパニーにも出資している。

### トーキー時代の幕開け
1931年2月4日、インド初の長編トーキー映画『アーラム・アーラー』が公開される直前にグジャラート語の短編トーキー映画『Chav Chavno Murabbo』が公開された。同作には「Mane Mankad Karde」が挿入されており、インド映画で最初の音曲とされている。監督はマネクラル、台詞と歌詞はナトワール・シャームが担当している。タイトルは英訳すると「Chew Chew's Marmalade」となるが、ストーリーとは無関係とされている。その後、グジャラート語短編トーキー映画2本がヒンディー語トーキー映画と共に公開されている。インペリアル・フィルム・カンパニー製作の『Krishna–Sudama』は『Nek Abala』と共に、『Mumbai ni Shethani』は『Shirin Farhad』と共に1932年1月9日に公開された。この映画はカルカッタのスタジオで製作され、チャンプシーが脚本、モハン、シャリファ、スラージラームが出演しており、グジャラート語の歌「Fashion ni Fishiari, Juo, Mumbai ni Shethani」が挿入されている。
1932年4月9日、グジャラート語映画初の長編トーキー映画『Narsinh Mehta』が公開され、これを以てグジャラート語映画産業の始まりとされている。同作はナヌバーイ・ヴィキールが監督、サーガル・ムービートーンが脚本を務め、モハンラーラ、マルティラーオ、マスタル・マンハール、メータブが出演している。同作はグジャラートで「聖人」とされる詩人ナルシン・メータの生涯を描いている。同年にサヴィトリとサティヤヴァンを描いた『Sati Savitri』が公開され、1935年にはホーミー・マスタルが監督したコメディ映画『Ghar Jamai』が公開された。
『Gunsundari』は1927年から1948年にかけて3回製作された。1927年に成功を収めた同作はチャンドゥラール・シャーによって1934年にリメイクされ、1948年にラティラル・プナタルによって再度リメイクされた。同作は道徳的立場のために夫に嫌われている貧しいインド人女性を描いており、彼女は最終的に街に飛び出して自分と同じような除け者扱いされている人々と出会う。映画はそこで終了するが、3作品はそれぞれ製作された時代を反映して複数の改変がされている。
1932年から1940年にかけて12本のグジャラート語映画が製作されたが、1933年と1937年（または1938年）は製作されなかった。1941年から1946年の間は、製作に必要な資材が第二次世界大戦の影響で配給制になっていたため製作されなかった。

### インド独立後

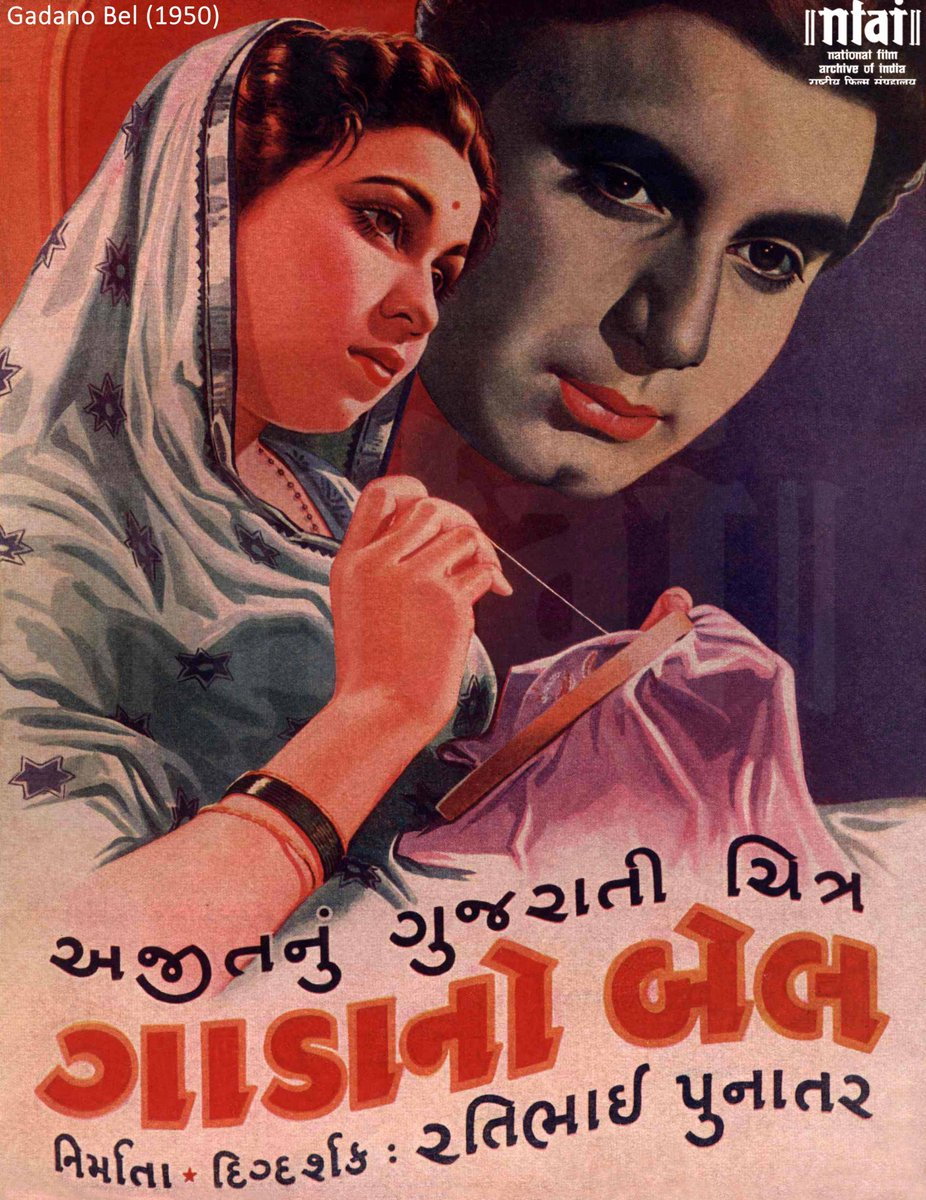
『Gadano Bel』のポスター

1947年にインド独立が実現した後、グジャラート語映画の製作本数が急増し、1948年だけで26本の映画が製作された。1946年から1952年にかけて74本の映画が製作され、うち27本が神話やダコイトを題材としていた。これらの作品は、その題材に精通している地方の人々の心情に訴えかけるような作りになっており、大衆に広く伝わる神話・民話を基に製作された。
1946年にヴィシュヌクマール・V・ヴィアスはラナカデヴィの伝説を題材にした『Ranakdevi』を監督した。同作で主演デビューしたニルパ・ロイはボリウッドに進出し、複数の映画で母親役を演じた。同年公開の『Meerabai』はヒンディー語映画のリメイク作品であり、ナヌバーイ・バットが監督、ニルパ・ロイが主演を務めた。彼女は1948年公開のプナタルが監督した『Gunsundari』でも主演を務め、同年公開の『Kariyavar』ではチャトルバージ・ドーシーが監督を務め、ディナ・パタックが俳優デビューした。ドーシーは1949年にジャヴェルチャンド・メーガニーの同名小説を原作とした『Vevishal』を監督している。1949年にプナタルはランジット・スタジオ製作のヒンディー語映画『Shadi』をリメイクした『Mangalfera』を監督した。この時期にヒットしたグジャラート語映画は他にラームチャンドラ・タクールが監督した『Vadilona Vanke』（1948年）、プナタルが監督した『Gada no Bel』（1950年）、チュニラル・マディアの小説を原作としてバッラーブ・チョキシーが監督した『Leeludi Dharti』（1968年）があり、『Leeludi Dharti』はグジャラート語映画で最初のカラー映画だった。
1951年から1970年にかけて製作されたのは55本であり、製作本数は減少した。1956年にマンハール・ラスカプリが監督した『Malela Jeev』は、原作者のパンナラル・パテールが脚本を手掛けている。ラスカプリとチャンプシバーイ・ナグダは『Jogidas Khuman』（1948年）、『Kahyagaro Kanth』（1950年）、『Kanyadan』（1951年）、『Mulu Manek』（1955年）、『Malela Jeev』（1956年）、『Kadu Makrani』（1960年）、『Mehndi Rang Lagyo』（1960年）、『Jogidas Kuman』（1962年）、『Akhand Saubhagyavati』（1963年）、『Kalapi』（1966年）を製作している。『Akhand Saubhagyavati』はインド映画財政公社（現在のインド国立映画開発公社）から支援を得て製作された最初のグジャラート語映画であり、アシャ・パレクが主演を務めた。1969年にラソッドが監督した『Kanku』は、1936年にパテールが執筆し、1970年に小説化された短編を原作としている。同作は第17回国家映画賞でグジャラート語長編映画賞を受賞し、シカゴ国際映画祭では女優のパッラヴィ・メーヘターが賞を受賞している。
ボリウッドで活動するグジャラート人俳優サンジーヴ・クマールは『Ramat Ramade Ram』（1964年）、『Kalapi』（1966年）、『Jigar ane Ami』（1970年）の3本のグジャラート語映画に出演しており、『Jigar ane Ami』はチュニラル・ヴァルドマン・シャーの小説を原作としている。グジャラート文学を原作とした映画として『Vidhata』（1956年）、『Chundadi Chokha』（1961年）、『Ghar Deevdi』（1961年）、『Nandanvan』（1961年）、『Gharni Shobha』（1963年）、『Panetar』（1965年）、『Mare Jaavu Pele Paar』（1968年）、『Bahuroopi』（1969年）、『Sansarleela』（1969年）などが挙げられる。

### 隆盛と衰退
1960年5月1日、マハーグジャラート運動が行われたことでマドラス州からグジャラート州とマハーラーシュトラ州が分離した。これにより、グジャラート語映画の製作拠点だったボンベイがマハーラーシュトラ州に編入されたため、グジャラート語映画産業は大きな影響を受けた。グジャラート州内には映画製作会社や映画スタジオがなかったため、グジャラート語映画の製作本数は減少し、その品質も著しく低下した。
1970年代に入り、グジャラート州政府は映画産業活性化のため助成金制度と免税措置を発表し、これにより製作本数が急増することになった。1972年にヴァドーダラーに映画スタジオが設立され、1981年から1982年にかけて39本の映画が製作されており、州政府は合計8000万ルピーを映画産業振興費として支出した。また、映画を完成させた映画製作者は30万ルピーの娯楽税が免除された。一方、州政府の振興策・免税策が実施された結果、技術的・美術的知識が乏しいにもかかわらず助成金目当てに映画産業に参入する人々が大量に現れたため、映画の品質が大幅に劣化した。1973年以降に神話やダコイトを題材にした映画が多数製作された。1980年に免税率が70%に引き下げられたが、残りの30%は他の助成金制度によって賄われた。
1981年までにグジャラート語映画は368本の長編映画と3562本の短編映画が製作された。グジャラート語映画を宣伝するために設立されたグジャラート州映画開発公社は1998年に解散している。映画の品質は、製作費の回収と利益追求を優先する業界体質や時代の変化、技術革新、人口の変化に適合できなかったため低下した。その結果、都市部の人々は高品質のヒンディー語映画やヒンディー語テレビ番組を選ぶようになり、低予算・低品質となったグジャラート語映画はヒンディー語を理解できない地方の農村部の人々が主な顧客となっていった。

### 復興
グジャラート語映画は2000年代初頭には年間製作本数が20本を下回るほど衰退していた。これに対し、グジャラート州政府は2005年に中央映画認証委員会からU認定、U/A認定を受けたグジャラート語映画の娯楽税の全額免除及びA認定を受けた映画の20%減税を発表した。同時にグジャラート語映画に対して50万ルピーの助成金を支給することも発表した。2005年以降は州政府の減税措置やグジャラート州北部の農村部、特にバナースカーンター県での需要が伸びたことにより製作本数が急増した。これは同地域の労働者階級の人々が現地の音楽や言語スタイルの映画を求めた結果であり、これらの映画はシングルスクリーンで上映された。2009年と2010年には年間製作本数が60本を超え、2012年には72本の映画を製作している。2001年にジャシュワント・ガンガニが監督したヒテン・クマール主演の『Maiyar Ma Manadu Nathi Lagtu』は大ヒットを記録し、2008年に続編が公開された。2005年公開の『Gam Ma Piyariyu Ne Gam Ma Sasariyu』と2006年公開の『Muthi Uchero Manas』もヒットを記録している。2008年にゴヴィンドバーイ・パテールが監督、リライアンス・ビッグ・ピクチャーズが製作を手掛けた『Dholi Taro Dhol Vage』が公開された。ヴィクラム・タコールは2006年公開の『Ek Var Piyu Ne Malva Aavje』など複数の映画で主演を務め、農村部の観客向けの6本の主演作は3000ルピーの収益を上げた。彼は複数のメディアで現代グジャラート語映画のスーパースターと見做されている。彼の他にチャンダン・ラソッド、ヒトゥ・カノディア、マンタ・ソニ、ローマ・マネク、モナ・ティバが農村部の観客から人気を得ている。
2008年にアシシュ・カッカドが監督した『Better Half』は興行的に失敗したが、批評家と都市部の観客からは注目を集めた。同作はスーパー16で撮影され、マルチプレックスで上映された最初のグジャラート語映画となった。2009年に公開された『Little Zizou』はスーニー・ターラープルワーラーが監督・脚本を担当し、第56回国家映画賞で家族福祉に関する映画賞を受賞した。デヴァン・パテールが主演を務めた『Muratiyo No. 1』（2005年）、『Vanechandno Varghodo』（2007年）は巨額の製作費が投じられたが、興行収入は平均的な記録に留まった。2011年8月、グジャラート語映画はトーキー映画の製作本数が1000本を超える節目を迎えた。2012年公開の『Veer Hamirji – Somnath ni Sakhate』はアカデミー外国語映画賞インド代表候補に選出された。2013年公開の『The Good Road』は第60回国家映画賞でグジャラート語長編映画賞を受賞し、アカデミー外国語映画賞のインド代表作品に選出された最初のグジャラート語映画となった。また、同年10月にヒューストンで開催されたインド映画祭で審査員特別賞を受賞している。
アビシェーク・ジャインが監督した『Kevi Rite Jaish』（2012年）、『Bey Yaar』（2014年）は共に興行的・批評的な成功を収め、都市部の観客から支持を集めた。両作の成功はグジャラート語映画産業に新たな俳優、監督、プロデューサーなどの人材が参入する契機となり、これ以降製作本数が急増した。2015年公開の『Gujjubhai the Great』『Chhello Divas』は興行的な成功を収め、グジャラート語映画産業の年間興行収入は7000万ルピー（2014年）から5億5000万ルピー（2015年）に増加した。2014年の製作本数は65本、2015年の製作本数は68本となっており、グジャラート語映画を上映するスクリーン数も20-25スクリーン（2011年）から150-160スクリーン（2015年）に増加した。
2013年8月、グジャラート州政府は50万ルピーの助成金制度の廃止を発表した。2016年2月には映画の品質に重点を置いた新たな助成金制度が発表され、映画は技術面、製作クオリティ、フィルムの構成要素、興行成績に基づきAからDまでの4ランクに分類された。映画製作者にはそれぞれAランクに50万ルピー、Bランクに25万ルピー、Cランクには10万ルピー、Dランクは5万ルピーまたは製作コストの75%が支給されることになった。また、映画祭での上映や映画賞にノミネート・受賞した場合は、追加のインセンティブを得られる。さらに州内のマルチプレックスは、年間に最低49本のグジャラート語映画を上映することが義務付けられている。一方、長年続けられてきた娯楽税の免税政策は、2017年7月に商品サービス税が導入されたことで廃止された。
グジャラート語映画産業は製作クオリティの向上、革新技術の利用増加、マーケティングの増加、若者向けの題材の採用増加など改善を続けて成長を維持している。2016年から2018年にかけて毎年50本から70本の映画が製作されており、『Wrong Side Raju』と『Dhh』はそれぞれ第64回国家映画賞、第65回国家映画賞でグジャラート語長編映画賞を受賞した。2018年8月にアメリカ合衆国ニュージャージー州で国際グジャラート語映画祭が初めて開催された。2019年公開の『Chaal Jeevi Laiye!』は3億2000万ルピーの興行成績を記録し、グジャラート語映画歴代興行収入記録第1位の作品となった。

## 映画の題材
グジャラート語映画のストーリーは人間の願望や家族文化などファミリー向けの題材が多く採用されている。初期のころは神話や民間伝承を題材とした作品が大半を占めており、ナルシン・メータやガンガサティなどの聖人の生涯が映画化されている。これらの映画は神話や民間伝承に精通している地方・農村部の観客をターゲットに製作された。また、初期の映画製作者は社会の変革を題材とした映画を多数製作しており、『Gunsundari』や『Kariyavar』が代表作に挙げられる。1940年代から1950年代にかけては社会問題の他に歴史や宗教を題材とした作品が主流となり、いくつかの映画は『Kashi no Dikro』のようにグジャラート語小説を原作としている。1970年代に入ると神話映画が再び人気を集め、1980年代から1990年代にかけてはヒンディー語映画の影響を受けたアクション映画や恋愛映画が製作されるようになった。2000年代初頭は地元の物語や言語映画を求める地方部の観客をターゲットに製作され、2005年以降の産業復興期に入ると都市部の観客を主要ターゲットとした作品が製作されるようになった。近年はより観客の生活に関連した題材が製作されるようにっている。コメディ映画は安定した興行成績を維持しており、その他の題材を採用した作品の製作にも関心が向けられている。またグジャラート人ディアスポラを題材とした映画も製作されている。

## グジャラート語映画の人材
1972年にゴーヴィンド・サライヤーが監督した『Gunsundarino Gharsansar』は第20回国家映画賞でグジャラート語長編映画賞を受賞している。1973年にフェローズ・A・サルカルが監督した『Janamteep』はアイシュワール・ペトリカールの小説を原作としており、1979年にはヴィノーディニ・ニルカーントの短編小説『Dariyav Dil』を原作とした『Kashi no Dikro』が製作された。バーブバーイ・ミストリーは1969年から1984年にかけて12本の映画を監督し、ディネーシュ・ラヴァルは『Mena Gurjari』（1975年）、『Amar Devidas』（1981年）、『Sant Rohidas』（1982年）など26本のヒット作を監督している。俳優・監督として「KK」の通称で知られたクリシュナ・カーントは『Kulvadhu』（1977年）、『Gharsansar』（1978年）、『Visamo』（1978年）、『Jog Sanjog』（1980年）など12本の映画を監督し、観客や批評家から高い評価を得た。KKはグジャラート語映画の他にヒンディー語映画やベンガル語映画でも活動し、同様に高い評価を得ていた。メフル・クマールは『Janam Janam na Sathi』（1977年）、『Ma Vina Suno Sansar』（1982年）、『Dholamaru』（1983年）、『Meru Malan』（1985年）などの映画を監督した。1971年にラヴィンドラ・デイヴが監督した『Jesal Toral』はグジャラート語映画史上最も成功した映画の一つに挙げられており、彼は25本以上のヒット作を監督している。1975年にチャンドラカーント・サンガニはグジャラート民話『タナとリリ』を原作としたミュージカル映画『Tanariri』を監督しており、1977年にはハルジー・ラヴジー・ダーマニの小説『Vanzari Vaav』を原作とした『Kariyavar』を監督した。1976年にギリシュ・マヌカーントが監督した『Sonbai ni Chundadi』は、グジャラート語映画で最初のシネマスコープ映画となり、1984年にはジャヴェルチャンド・メーガニーの小説を原作としたサライヤーの監督作『Mansai na Deeva』が製作された。スバーシュ・J・シャーは『Lohi Bhini Chundadi』（1986年）、『Prem Bandhan 』（1991年）、『Oonchi Medina Ooncha Mol』（1996年）、『Parbhavni Preet』（1997年）、『Mahisagarna Moti』（1998年）などのヒット作を監督した。
1973年から1987年にかけて、アルン・バットはヒンディー語映画の製作水準に見合ったグジャラート語映画を複数製作している。彼は『Mota Gharni Vahu』『Lohini Sagaai』のような都市をバックグラウンドとした映画、ペトリカールの小説を原作とした『Paarki Thaapan』『Shetal Tara Oonda Paani』などを監督し、いずれも商業的・批評的な成功を収めている。1980年代に監督した『Pooja na Phool』はグジャラート州政府作品賞を受賞し、ドゥールダルシャンでテレビ放送された。
1980年にケタン・メータが監督した『Bhavni Bhavai』はインド国立映画開発公社、サンチャル映画協同組合及びアーメダバードの地方銀行が製作に参加しており、民間劇場バーヴァリの要素が組み込まれている。同作はキャストの演技とカメラワークが高く評価され、ナルギス・ダット賞 国民の融和に関する長編映画賞、国家映画賞 美術賞を受賞した。1989年にパルヴェーズ・メルワンジが監督した『Percy』は第37回国家映画賞でグジャラート語長編映画賞を受賞しており、1992年にサンジーヴ・シャーが監督した『Hun Hunshi Hunshilal』は当時の政治状況を風刺した寓話映画であり、ポストモダニズム的作品と評価されている。1998年にゴーヴィンドバーイ・パテールが監督した『Desh Re Joya Dada Pardesh Joya』は2億2000万ルピーの興行収入を記録してグジャラート語映画史上最も興行的に成功した作品の一つとなり、1500万人の観客動員数を記録した。1999年にヴィプル・アムルトラール・シャーが監督・プロデューサーを務めた『Dariya Chhoru』は批評家からは好評だったものの興行的に失敗しており、『Manvini Bhavai』（1993年）、『Unchi Medi Na Uncha Mol』（1997年）、『Pandadu Lilu Ne Rang Rato』（1999年）は興行的な成功を収めている。
ウペンドラ・トリヴェディはグジャラート語映画で最も成功した俳優・プロデューサーの一人に挙げられる。彼は1972年にマヌバーイ・パンチョーリーの同名叙事詩を原作とした『Jher To Pidhan Jaani Jaani』を製作し、1993年にはパンナラール・パテールの同名小説を原作とした『Manvi ni Bhavai』で監督・プロデューサー・主演を務めている。『Manvi ni Bhavai』は高い評価を得ており、第41回国家映画賞でグジャラート語長編映画賞を受賞した。彼の他に成功した人物としてアルヴィンド・トリヴェディ、マヘーシュ・クマール・カノディア、ナレーシュ・カノディア、ラージェーンドラ・クマール、アスラーニー、キラン・クマール、ヒテン・クマールが挙げられる。またコメディ俳優としてラメーシュ・メータとプランラール・ハルサニが知られており、著名なグジャラート女優にはマリカ・サラバイ、リタ・バドゥリ、アルナ・イラニ、ジャイシュリー・タルパード、ビンドゥ、アシャ・パレク、スネラータが挙げられる。
アヴィナシュ・ヴィアスは、168本のグジャラート語映画と61本のヒンディー語映画で作詞を手掛けた著名な作詞家である。彼の息子ガウラン・ヴィアスも作詞家として活動しており、『Bhavni Bhavai』の作詞を手掛けている。マヘーシュ＝ナレーシュは『Tanariri』など複数のグジャラート語映画で作詞を手掛け、アジート・マールチャントも著名な作詞家として知られている。

## アーカイブ
グジャラート語映画は1932年から2011年の間に1,000本の映画が製作されたが、大半の作品はアーカイブされていない。インド国立フィルム・アーカイヴには『Pestoneei』『Percy』を含め20本のグジャラート語映画がアーカイブされている。1930年代から1940年代にかけて製作されたサイレント映画及びトーキー映画は現存していない。